# Kizel
Kizel (oroszul: Кизел) város Oroszország Permi határterületén, a Kizeli önkormányzati járás székhelye. A Kizeli-szénmedence és az uráli szénbányászat egyik központja volt (a bányák kimerüléséig).
Lakossága: 19 587 fő (a 2010. évi népszámláláskor).

## Fekvése
A Permi határterület keleti részén, Permtől 166 km-re északkeletre, az azonos nevű folyó partján terül el, a Középső-Urál nyugati lejtőjén. Vasútállomás a Csuszovoj–Szolikamszk vasútvonalon. A városon vezet át az Urál nyugati előterének településeit összekötő észak-déli irányú Kungur–Csuszovoj–Szolikamszk országút.

## Története
A település a Lazarev család által 1784-ben alapított és 1789-ben megnyitott vasolvasztó és vasgyártó üzem mellett alakult ki. Szenet először 1786-ban találtak és 1797-ben kezdték meg a kitermelést. A vasgyártó üzem 1919-ig működött, később erre alapozva bányagépjavító vállalat létesült. 
A szovjet korszakban a területen működő szénbányákat szervezetileg egyetlen nagy trösztben egyesítették (Kizelugol). A szénbányászat – egy idő után már csökkenő mértékben – az 1990-es évekig folytatódott, majd a bányákat bezárták. A lakosság lélekszáma ettől gyorsan csökkent.
2004 végén a városhoz csatolták Rudnyicsnij (1944-ig Artyomovszkij) bányásztelepülést, melynek szénbányáját 1939-től kezdve művelték.

### Gulag-lágerek
A második világháború idején Kizelben is Gulag-lágereket alakítottak. 1942. novembertől rabok a Sirokovszkiji-víztározó építésére létrehozott lágerszervezet keretében, majd az abból leválasztott részlegből 1947. júniusban önálló lágerré szervezett Kizeli ITL, röviden KizelLag keretében dolgoztak. A víztározó és vízerőmű építésén kívül többek között erdőirtáson, fűrésztelepeken, a koszvai hidrolízisüzem építési munkáin vettek részt. Nagy számban voltak köztük kitelepített német nemzetiségű szovjet állampolgárok. A KizelLag 1960-ban még létezett.

## Gazdasága
A város jelentős gyárát, a Nyugat-Uráli Darugyárat birtokló gazdasági társaság 2010-ben csődbe jutott. A belőle alapított Nyugat-Uráli Gépgyár Kft 2012-ben olajipari fúrótornyok gyártásával (illetve összeszerelésével) indította meg a termelést. A régi ruhagyár termelését a 2010-es évek elején sikerült újrakezdeni: a zárt intézményben elítélt nőket foglalkoztatnak egyenruhák és a hadseregtől kapott megrendelések teljesítésén.

## A Kizeli-szénmedence
A Kizelről elnevezett szénmedence az Urál legjelentősebb és legkorábban, 1786-ban felfedezett szénmezőjét rejti, illetve rejtette. A Középső-Urál északi részének nyugati előhegyeiben található medence feketeszén-vagyonát az 1970-es években kb. 600 millió tonnára becsülték. A mintegy 2000 km² kiterjedésű szénmező a Jajva és a Vilva folyók között, észak-déli irányban kb. 80 km hosszan húzódik. Kitermelése általában csak mélyműveléssel volt lehetséges. Iparilag hasznosítható szénvagyona a 20. század végére lényegében kimerült, vagy csak gazdaságtalanul lenne kitermelhető, ezért bányáit (vagy azok nagy többségét) bezárták. 